# Нарциссичный родитель
Родитель-нарцисс, нарциссичный родитель, нарциссический родитель — это родитель, страдающий нарциссизмом или нарциссическим расстройством личности. Как правило, нарциссические родители — собственники, растущая независимость детей воспринимается ими как угроза. У таких родителей формируется нарциссическая привязанность; они считают, что ребёнок существует исключительно для удовлетворения потребностей и желаний родителя. Родитель-нарцисс часто пытается контролировать своих детей с помощью угроз и эмоционального насилия. Нарциссическое воспитание отрицательно влияет на психологическое развитие детей, сказываясь на их мышлении, эмоциональном, этическом и социальном поведении и отношениях. Личные границы таким родителем часто игнорируются с целью манипулирования ребёнком для удовлетворения ожиданий родителей.
Вследствие того что нарциссы имеют низкую самооценку, они чувствуют необходимость контролировать то, как к ним относятся другие, опасаясь, что в противном случае их будут обвинять или отвергать, а их личные недостатки будут раскрыты. Родители-нарциссы эгоцентричны, часто доходят до грандиозности. Они негибкие и лишены эмпатии, необходимой для воспитания детей.

## Характеристики
Термин «нарциссизм», используемый в клиническом исследовании Зигмунда Фрейда, включает в себя такие формы поведения, как:
- самовозвеличивание
- уязвимость, страх потерять любовь людей
- зависимость от защитных механизмов
- перфекционизм
- межличностные конфликты.

Контроль нарциссом поведения окружающих, особенно своих детей, которых они считают продолжением самих себя, служит нарциссам для:
- сохранения своей самооценки
- защиты своей уязвимой истинной сущности
- поддержки зависимости ребёнка от него.

Таким образом, нарциссические родители могут говорить о том, что ребёнок должен:
- «нести факел»,
- поддерживать семейный имидж
- быть гордостью родителей.

Они могут упрекать своих детей в:
- проявлении слабости
- проявлении драматичности
- эгоизме
- том, что те не оправдывают ожиданий.

Дети нарциссов учатся играть свою роль и демонстрировать свои особые навыки, особенно на публике или перед другими.
У таких детей обычно не так уж много воспоминаний о том, как они чувствовали себя любимыми или ценимыми за то, что они были самими собой. Вместо этого они связывают свой опыт любви и признательности с соответствием требованиям нарциссического родителя.
Деструктивные нарциссические родители имеют привычку постоянно находиться в центре внимания, преувеличивать свои заслуги, добиваться комплиментов и унижать своих детей.
Нарциссы используют, для обеспечения соответствия детей желаниям родителей и удовлетворения своей потребности в нарциссическом обеспечении, наказания в виде:
- обвинений
- критики
- эмоционального шантажа
- вызывания чувства вины.

## Дети нарциссов
Нарциссизм имеет тенденцию проявляться из поколения в поколение: нарциссические родители по очереди производят либо нарциссических, либо созависимых детей (цикл насилия). Если уверенный или достаточно хороший родитель может позволить ребёнку самостоятельно развиваться, нарциссический родитель вместо этого может использовать ребёнка для продвижения своего собственного имиджа. Такой родитель озабочен самосовершенствованием или тем, чтобы его ребёнок отражал его и восхищался им, ребёнок в этом случае чувствует себя марионеткой.
Наблюдая за поведением родителя, ребёнок узнает, что манипуляция и чувство вины являются эффективными стратегиями получения желаемого. У ребёнка также может развиться ложное «я», и он будет использовать агрессию и запугивание, чтобы добиться своего. Противоположное поведение может возникнуть, если ребёнок нарциссического родителя испытывает безопасную, настоящую любовь или видит пример в других здоровых семьях. Например, отсутствие сочувствия и непостоянство дома могут усилить эмпатию и желание ребёнка проявлять уважение. Точно так же интенсивный эмоциональный контроль и неуважение к границам дома могут повысить для ребёнка ценность  выражения эмоций и  желания проявлять уважение к другим. В большинстве случаев ребёнок повторяет поведение родителей. Если появляется альтернатива боли и страданиям, причиняемым дома, ребёнок может сосредоточиться на более успокаивающем и безопасном поведении.
Из-за проблем нарциссического воспитания ребёнок будет:
- чувствовать себя опустошенным
- неуверенным в любовных отношениях
- развивать воображаемые страхи
- не доверять другим
- испытывать конфликт идентичности
- иметь проблемы с обязательствами.

Охваченные чувством вины дети нарцисса:
- научатся удовлетворять потребности родителей
- в удовлетворении родителей будут искать любовь, приспосабливаясь к желаниям родителей
- свои нормальные чувства будут игнорировать, отрицать и вытеснять в попытках завоевать родительскую «любовь».

Вина и стыд ведут к задержке развития ребёнка. У некоторых детей в качестве защитного механизма развивается ложное «я», и они становятся созависимыми в отношениях. Бессознательное отрицание ребёнком своего истинного «я» может увековечить цикл ненависти к себе, страха перед любым напоминанием о своем истинном «я».
Нарциссическое воспитание может также привести к тому, что дети:
- станут жертвами или хулиганами
- будут иметь плохое или чрезмерно преувеличенное представление о своем теле
- будут склонны к употреблению и/или злоупотреблению наркотиками или алкоголем
- будут склонны к попыткам привлечь внимание (потенциально вредным образом).

В большинстве случаев нарцисс выберет одного ребёнка в семье любимчиком, а другого — нелюбимым. Любимчик становится продолжением нарцисса, в результате чего у него возникают проблемы с личными границами. С другой стороны, нелюбимые дети становятся вместилищем всех негативных эмоций нарциссического родителя, который винит их во всех бедах семьи.

### Краткосрочные и долгосрочные эффекты
Из-за своей уязвимости дети чрезвычайно страдают от поведения нарциссического родителя. Родитель-нарцисс часто злоупотребляет обычной родительской ролью, заключающейся в том, чтобы направлять своих детей и быть главным лицом, принимающим решения в жизни ребёнка, вместо этого становясь чрезмерно собственническим и контролирующим. Это собственничество и чрезмерный контроль лишают ребёнка сил. Это может повлиять на воображение и уровень любознательности ребёнка, и у него часто развивается внешний стиль мотивации.
Родители-нарциссы быстро впадают в гнев, последствием которого может быть физическое и эмоциональное насилие.
Борьба за обнаружение себя как взрослого проистекает из значительного объёма проективной идентификации, которую взрослый человек испытывает в детстве. Из-за чрезмерной идентификации с родителем ребёнок может никогда не получить возможность испытать свою собственную идентичность.

### Влияние на психическое здоровье
Дети нарциссических родителей имеют значительно более высокий уровень депрессии и более низкую самооценку во взрослом возрасте, чем дети здоровых родителей. Этому способствует отсутствие сочувствия родителей к своему ребёнку, поскольку желания ребёнка часто отрицаются, его чувства сдерживаются, а его общее эмоциональное благополучие игнорируется.
Дети нарциссических родителей выучены подчиняться. У ребёнка очень мало воспоминаний о том, как родители ценили или любили его за то, что он был самим собой, он связывает любовь и признательность с конформизмом. Детям может быть полезно дистанцироваться от нарциссического родителя. Некоторые дети нарциссических родителей прибегают к уходу из дома в подростковом возрасте, в случае если им удаётся определить, что их отношения с родителем(ями) токсичные.
Во взрослом возрасте им необходимо одобрение других, чтобы чувствовать себя компетентными или достойными, а некоторые заявили, что их самоощущение полностью зависит от того, насколько «успешными» они себя считают с точки зрения своей внешности, социальной жизни, академических или профессиональных достижений.